# Ammophilomima thailandae
Ammophilomima thailandae là một loài ruồi trong họ Asilidae. Ammophilomima thailandae được Martin miêu tả năm 1973. Loài này phân bố ở miền Ấn Độ - Mã Lai.